# Endel Tulving
Endel Tulving (Petchory, Estonia; 26 de mayo de 1927-Mississauga, Canadá; 11 de septiembre de 2023) fue un psicólogo experimental y neurocientífico cognitivo estonio-canadiense, cuyo estudio sobre la memoria humana ha influido en los campos de la psicología, neurociencias y la práctica clínica. Ha ayudado a describir la división de la memoria declarativa en dos partes.
Tulving es profesor emérito de la Universidad de Toronto y profesor visitante de psicología en la Universidad de Washington en St. Louis. Recibió su certificado de bachiller y maestro de la Universidad de Toronto y su título de doctorado en la Universidad de Harvard. En 1979, fue nombrado miembro de la Royal Society of Canada. En 1988 fue elegido para unirse a la Academia Nacional de Ciencias de los Estados Unidos. En 1992, integró la Royal Society of London. También fue miembro de la Royal Swedish Academy of Sciences. En 2005 fue ganador del Premio Internacional Canadá Gairdner en biología y medicina. En 2006, se le hizo oficial de la Orden de Canadá (mayor grado otorgado a un civil canadiense). En 2007, fue introducido en el Hall de la Fama Médico de Canadá. Tulving publicó alrededor de 200 artículos de investigación, y fue citado mundialmente con un índice h de 1969. En una publicación en la "Review of General Psychology" (2002), alcanzó el puesto número 36 dentro de la lista de psicólogos más citados del siglo XX.

## Primeros años
Tulving nació en Petseri, Estonia (ahora, Pechory, Rusia). A los 17 años de edad, cerca del fin de Segunda Guerra Mundial, Tulving huyó de Estonia antes de que fuera ocupada por la Unión Soviética. Inmigró a Canadá en 1949. Después de un corto período trabajando como peón cerca de Londres, Ontario, se matricula en Psicología en la Universidad de Toronto.

## Memoria semántica y episódica
Tulving primeramente hizo la distinción entre las memorias semántica y episódica en el capítulo de un libro de 1972. La memoria episódica es la capacidad a recolectar conscientemente experiencias anteriores de memoria (p. ej., recordando un viaje familiar reciente a Disney World), mientras que la memoria semántica es la capacidad de almacenar conocimiento más general en la memoria (p. ej., el hecho que Disney World es en Florida). Esta distinción estuvo basada en fundamentos teóricos y hallazgos en experimentaciones psicológicas, y posteriormente las enlazó a sistemas neuronales diferentes en el cerebro mediante estudios de daño en el cerebro y técnicas de "neuroimagen" (probablemente se refiera a la Imagen por resonancia magnética funcional). En ese momento, estas teorías representaron una desviación importante de muchas teorías contemporáneas de memoria y aprendizaje humanos, las cuales no proponían diferentes clases de experiencia subjetiva en los sistemas cerebrales. Tulving 1983: "Elementos de la Memoria Episódica" se extendió sobre estos conceptos y fue citado alrededor de 3000 veces (?).

## Principio de especificidad de codificación
La teoría de Tulving y sus colaboradores de "codificar la especificidad" enfatiza la importancia de señales de recuperación al accesar a memorias episódicas. La teoría establece que las señales de recuperación efectivas deben superponerse con el rastreo de memoria que se pretende recuperar. Porque los contenidos de la de la memoria son principalmente establecidos durante el inicio de la codificación de la experiencia, las señales de recuperación serán mayormente eficaces si son similares a esta información codificada. Tulving ha apodado el proceso mediante el cual una señal de recuperación activa una memoria almacenada "synergistic echphory", donde ecphory hace referencia a la activación de la memoria mediante un "gatillo" o activador.
Una implicación de la especificidad de codificación es que el olvido debe ser causado por la carencia de señales de recuperación, en oposición a la disminución de la memoria o la interferencia de otras memorias. Otra implicación es que hay más información almacenada en la memoria en relación con lo que se puede recuperar en cualquier punto dado (es decir, disponibilidad vs. accesibilidad).

## Amnesia y consciencia
La búsqueda de Tulving ha enfatizado la importancia de la memoria episódica para la experiencia de la consciencia y el entendimiento del tiempo. Por ejemplo, en estudios con un paciente amnésico (Kent Cochrane), quien tenía una memoria semántica relativamente normal pero una memoria episódica severamente dañada por un accidente de moto, comprobó la importancia central de la memoria episódica para la experiencia subjetiva del tiempo (en relación con uno mismo), una habilidad que nombró de consciencia autonoética. K.C. carecía de esta habilidad, fallando en sus intentos de recordar eventos previos y en intentos de planificar el futuro.
Tulving desarrolló una tarea cognitiva para medir diferentes estados subjetivos de la memoria, llamado "procedimiento recordar/saber" (traducido del inglés: "remember/know").

## Memoria implícita yPriming
Otra área donde Tulving ha tenido un impacto es la distinción entre memoria consciente o explícita (como la memoria episódica) y formas más automáticas de memoria implícita (como el Priming). Junto a uno de su alumnos, el profesor Daniel Schacter, proporcionó varios hallazgos experimentales claves con respecto a memoria implícita. La distinción entre memoria implícita y explícita era un tema de debate en 1980 y 1990; Tulving y sus colegas propusieron que estos fenómenos de memoria diferentes reflejan sistemas de cerebro diferentes (otros argumentaron que estos fenómenos de memoria diferentes reflejan procesos psicológicos diferentes, más que sistemas de memoria diferentes). Estos procesos se centrarían en el cerebro, y podrían reflejar aspectos diferentes de rendimiento del mismo sistema de memoria, provocados por diferentes condiciones de trabajo. Más recientemente, los teóricos han venido adoptando componentes de cada una de estas perspectivas.

## Otras contribuciones científicas
Tulving ha publicado una variedad de otros temas, como la importancia de organización mental de la información en la memoria, un modelo de hemisferio especializado del cerebro para la memoria episódica, y el descubrimiento de la función Tulving-Wiseman (del inglés, "Tulving-Wiseman function").